# A.J. Allmendinger
Anthony James Allmendinger (Los Gatos (Californië), 16 december 1981) is een Amerikaans autocoureur. Hij reed in de Indy Lights en Champ Car kampioenschappen en nam deel aan de verschillende NASCAR-kampioenschappen. In 2012 werd hij tijdelijk geschorst wegens dopinggebruik.

## Carrière
Allmendinger reed in 2003 het Indy Lights kampioenschap. Hij won dat jaar zeven van de twaalf races en won het kampioenschap. In 2004 ging hij rijden in de Champ Car series voor het RuSPORT team. Hij eindigde twee keer op het podium dat jaar en werd zesde in de eindstand en won zo de trofee Rookie van het jaar. In 2005 werd hij vier keer tweede en eindigde op een vijfde plaats in het kampioenschap. In de eerste vier races van 2006 werd hij een keer derde en een keer vierde. Desondanks werd hij door het RuSPORT team vervangen werd door Cristiano da Matta. De volgende race in Portland stond hij opnieuw aan de start voor het Forsythe Racing team. Hij won de race en won in totaal vijf van de laatste negen races van het seizoen voor zijn nieuwe team en eindigde op een derde plaats in de eindrangschikking. In 2007 ging hij rijden in de NASCAR series. Hij reed races in de NASCAR Nationwide Series, de NASCAR Sprint Cup series en de NASCAR Truck Series. In 2012 werd hij voor onbepaalde duur geschorst wegens dopinggebruik. In september van datzelfde jaar werd zijn schorsing opgeheven na het succesvol doorlopen van een herstelprogramma.

### Resultaten
Champ Car resultaten (aantal gereden races, aantal maal in de top 5 van een race, eindpositie kampioenschap en punten)
| Jaar | Races | 1ste | 2de | 3de | 4de | 5de | Rank | Ptn |
| ---- | ----- | ---- | --- | --- | --- | --- | ---- | --- |
| 2004 | 14    | -    | -   | 2   | -   | 3   | 6    | 229 |
| 2005 | 13    | -    | 4   | 1   | -   | 1   | 5    | 227 |
| 2006 | 13    | 5    | -   | 2   | 1   | -   | 3    | 285 |

#### Resultaten Indianapolis 500
| Jaar | Chassis | Motor     | Start | Finish | Team          |
| ---- | ------- | --------- | ----- | ------ | ------------- |
| 2013 | Dallara | Chevrolet | 5     | 7      | Penske Racing |